# 1-я флотилия подводных лодок ВМФ СССР
1-я Краснознамённая флотилия подводных лодок — крупное объединение атомных подводных лодок Северного флота ВМФ СССР. Существовало в 1961—2002 годах, состояло из дивизий, базирующихся на Западную Лицу и Видяево.

## История объединения
В марте 1959 года когда на базе 150-го дивизиона опытных кораблей, базирущегося на Северодвинск была сформирована 206-я отдельная бригада подводных лодок Северного флота с переводом в новый пункт базирования, создаваемый в губе Западная Лица. В состав 206-й бригады в 1959—1960 годах вошли крейсерские атомные подводные лодки проектов 627А К-3, К-5, К-8, К-14, К-52. Интенсивная постройка новых атомных подводных лодок и их поступление в состав существующего соединения привели к тому, что 206-я отдельная бригада подводных лодок была в июле 1961 года была преобразована в 1-ю флотилию подводных лодок в составе двух дивизий: 3-й ДиПЛ (командир — капитан 1 ранга В. П. Маслов) и 31-й ДиПЛ (командир — капитан 1 ранга А. И. Сорокин). В состав 3-й дивизии были включены атомные торпедные подводные лодки проекта 627А, в 31-ю дивизию — атомные ракетные подводные лодки проекта 658. В январе 1962 года формирование 1 флотилии АПЛ Северного флота было завершено. В 1963 году в составе флотилии была сформирована 11-я дивизия подводных лодок, в неё вошли принимаемые от промышленности подводные лодки проекта 675 с крылатыми ракетами.
22 февраля 1968 г. 1-я флотилия подводных лодок Северного флота была награждена орденом Красного Знамени. В 2002 г. 1-я флотилия подводных лодок была переформирована в 11-ю эскадру подводных лодок в составе 7-й и 11-й дивизий.

## Командование

### Командующие флотилией
- 07.1961 — 07.1964 — Петелин, Александр Иванович;
- 07.1964 — 11.1969 — Сорокин, Анатолий Иванович;
- 11.1969 — 04.1973 — Шаповалов Владимир Семёнович;
- 04.1973 — 05.1978 — Михайловский, Аркадий Петрович;
- 05.1978 — 02.1980 — Голосов, Рудольф Александрович;
- 02.1980 — 08.1986 — Чернов, Евгений Дмитриевич;
- 08.1986 — 03.1987 — Волков Виктор Яковлевич;
- 03.1987 — 07.1990 — Ерофеев, Олег Александрович;
- 07.1990 — 08.1993 — Решетов Виктор Константинович;
- 08.1993 — 02.1994 — Прусаков Владимир Тимофеевич;
- 01.1995 — 05.1999 — Моцак, Михаил Васильевич;
- 05.1999 — 08.2002 — Бурцев Олег Вениаминович.

### Начальники штаба
- 1961—1962 — Козин Александр Герасимович;
- 1962—1967 — Кичёв, Василий Григорьевич;
- 1967—1969 — Шаповалов, Владимир Семёнович;
- 1969—1973 — Михайловский, Аркадий Петрович;
- 1973—1974 — Воловик Федор Степанович;
- 1974—1978 — Голосов Рудольф Александрович;
- 1978—1982 — Мочалов Владимир Васильевич;
- 1982—1984 — Патрушев, Юрий Николаевич (в дальнейшем командующий 3-й ФлПЛ);
- 1984—1986 — Волков Виктор Яковлевич;
- 1986—1990 — Решетов Виктор Константинович;
- 1990—1993 — Прусаков Владимир Тимофеевич;
- 1993—1994 — Моцак Михаил Васильевич;
- 1995—2000 — Исак, Валерий Владимирович (в 2000—2005 годах возглавлял ГУГИ МО РФ);
- 2000—2002 — Филатов Валерий Петрович.

## Состав
- 3-я дивизия подводных лодок (Большая Лопаткина) — дивизия многоцелевых АПЛ. Сформирована в 1961 году при создании флотилии. В 1981 году передана в состав 11-й ФлПЛ. Расформирована в 1995 году.
- 31-я дивизия подводных лодок (Малая Лопаткина) — дивизия стратегических АПЛ с баллистическими ракетами. Сформирована в 1961 году при создании флотилии. В 1964 году передана в 12-ю эскадру ПЛ (Гаджиево).
- 11-я дивизия подводных лодок (Малая Лопаткина) — дивизия АПЛ с крылатыми ракетами, противоавианосная дивизия. Сформирована в 1963 году.
- 35-я дивизия подводных лодок (Малая Лопаткина) — дивизия ДПЛ проекта 651 с крылатыми ракетами. Сформирована в 1964 году. В 1970 году передана в 9-ю эскадру ПЛ (Видяево).
- 7-я дивизия подводных лодок (Малая Лопаткина, Нерпичья, Ара-губа) — изначально дивизия АПЛ с крылатыми ракетами, с 2001 года — дивизия многоцелевых АПЛ. Сформирована в 1965 году с базированием на губу Малая Лопаткина, с 1975 года базировалась на губу Нерпичья, в 1980 году передана в 9-ю эскадру ПЛ (Видяево).
- 18-я дивизия подводных лодок (Нерпичья) — дивизия стратегических АПЛ проекта 941 «Акула». Передана в 1981 году из 11-й флотилии, расформирована в 2010 году.
- 33-я дивизия подводных лодок (Большая Лопаткина) — дивизия многоцелевых АПЛ. Сформирована в 1973 году, расформирована в 2001 году.
- 6-я дивизия подводных лодок (Большая Лопаткина, Видяево) — дивизия многоцелевых АПЛ, «титановая дивизия». Сформирована в 1978 году на базе 33-й дивизии для эксплуатации АПЛ-«автоматов» проекта 705, затем «титановых» АПЛ проектов 685, 945, 945А. С 1991 года передана в 9-ю эскадру ПЛ (Видяево), в 1994 году объединена с 7-й ДиПЛ.
- 74-й отдельный дивизион ремонтирующихся подводных лодок — Сформирован в 1978 году при СРЗ «Нерпа». В 1986 году передан 46-й отдельной бригаде строящих и ремонтирующихся подводных лодок.

## Герои Советского Союза
- Игнатов, Николай Константинович, капитан 1-го ранга, командир 3-й дивизии подводных лодок.
- Лушин, Владимир Петрович, капитан 2-го ранга, командир АПЛ К-325.
- Петелин, Александр Иванович, контр-адмирал, командующий флотилией.
- Протопопов, Валентин Владимирович, капитан 1-го ранга, командир подводной лодки К-524 33-й дивизии подводных лодок.
- Соколов, Валентин Евгеньевич, капитан 1-го ранга, заместитель командира 3-й дивизии подводных лодок.
- Сорокин, Анатолий Иванович, контр-адмирал, командующий флотилией.
- Сысоев, Юрий Александрович, капитан 2-го ранга, командир атомной подводной лодки К-181 3-й дивизии подводных лодок.
- Усенко, Николай Витальевич, капитан 2-го ранга, командир атомной подводной лодки К-133 3-й дивизии подводных лодок.
- Чернов, Евгений Дмитриевич, контр-адмирал, заместитель командующего флотилией.